# Pedro Abad Santos

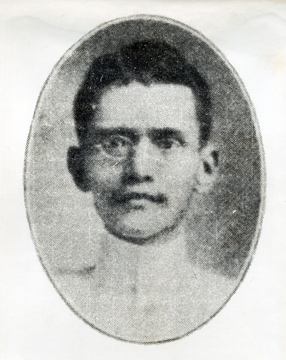

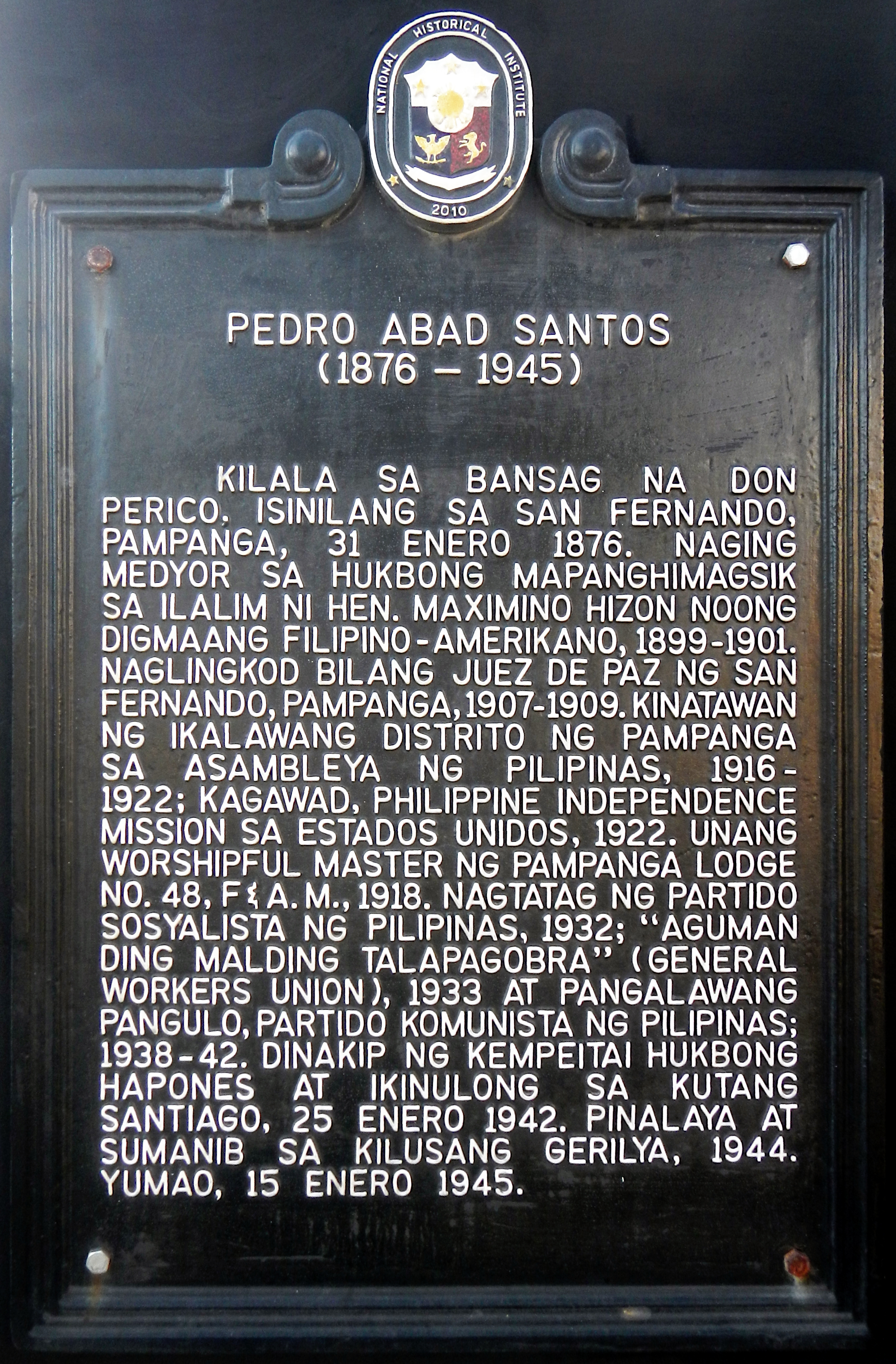
Gedenkplaat

Pedro Abad Santos (San Fernando, 31 januari 1876 - Minalin, 15 januari 1945) was een Filipijns socialistisch en communistisch leider.

## Biografie
Pedro Abad Santos werd geboren op 31 januari 1876 in San Fernando in de Filipijnse provincie Pampanga. Hij was de oudste van tien kinderen van Vicente Abad Santos en Toribia Basco. Een van zijn jongere broers was Jose Abad Santos. Na het voltooien van het Colegio de San Juan de Letran behaalde Pedro een bachelor of arts-diploma aan de University of Santo Tomas.
Tijdens de Filipijns-Amerikaanse Oorlog was Abad Santos majoor in het revolutionaire leger onder commando van generaal Maximino Hizon. Hij werd door de Amerikanen gevangengenomen en wegens guerrilla-activiteiten veroordeeld tot een gevangenisstraf van 25 jaar. Na een pardon van president Theodore Roosevelt kwam hij vrij. Nadien studeerde hij rechten en behaalde hij in 1906 zijn bachelor-diploma. Datzelfde jaar slaagde hij voor het toelatingsexamen van de Filipijnse balie (bar exam). Daarna was hij van 1907 tot 1909 vrederechter in San Fernando.
Van januari 1910 tot maart 1912 was Abad Santos raadslid van zin geboorteplaats en tussen 1916 en 1922 werd hij namens het 2e kiesdistrict van Pampanga tweemaal gekozen tot lid in de Filipijns Huis van Afgevaardigden. In 1922 was hij bovendien een van de leden van de onafhankelijkheidsmissie namens de Assemblee onder leiding van Sergio Osmeña naar de Verenigde Staten.
Hoewel hij zelf behoorde de welgestelde elite, stond Abad Santos bekend om iemand die veelvuldig opkwam voor de rechten van arme landgenoten. Hij gaf ook regelmatig rechtsbijstand zonder daarvoor kosten in rekening te brengen en steunde vele mensen die bij hem aanklopten ook financieel. In 1925 kwam hij door de Indonesiër Tan Malaka in aanraking met het communisme. Nadat Abad Santos in 1926 de verkiezingen voor het gouverneurschap van Pampanga verloor, reisde hij met drie anderen naar Moskou, om daar aan de Internationale Leninschool te gaan studeren.
Nadat het Hooggerechtshof van de Filipijnen op 26 oktober 1932 de Pambansang Kaisahan ng Magbubukid (PKM) (nationale arbeiders unie) verbood, richtte Abad Santos de Socialist Party of the Philippines op. Een jaar later was hij tevens oprichter van de General Workers Union. Deze organisatie zette zich in voor de rechten van de arbeiders en wilde onder andere grote landgoederen laten onteigenen. Nadat op 7 november 1938, ter gelegenheid van de herdenking van de Russische Revolutie de socialistische en communistische partijen in de Filipijnen werden samengevoegd en verdergingen onder de naam Communist Party of the Philippines werd Abad Santos tot vicepresident van deze partij gekozen. Hij kwam in deze periode hard in aanraking met zijn broer Jose Abad Santos, inmiddels minister van justitie in het kabinet van Manuel Quezon, toen hij Quezon's plan voor Social Justice een papieren plan noemde.
Na de Japanse invasie van de Filipijnen werd Abad Santos op 25 januari 1942 samen met andere communistische kopstukken gearresteerd door de Japanners en gevangengezet in Fort Santiago. Wegens gezondheidsredenen werd hij in 1944 echter weer vrijgelaten, om medische verzorging te kunnen krijgen. Na zijn herstel meldde hij zich bij president Jose Laurel, de leider van door de Japanners geïnstalleerde regering. Die wilde hem niet overdragen aan de Japanners, waarop hij zich sloot bij de Hukbalahap van Luis Taruc. Abad Santos overleed niet lang daarna in januari 1945 in het kamp van de Huks in Minalin op 68-jarige leeftijd aan een acute zweer.